# Tom Boonen
Tom Boonen (født 15. oktober 1980 i Mol) er en belgisk tidligere professionel landevejsrytter, som bl.a. kørte for det belgiske ProTour-hold Quick-Step Floors. Han var en af verdens bedste cykelryttere og blev verdensmester i 2005.

## Karriere

### 2002-2004
Tom Boonen startede sin karriere som professionel cykelrytter for Lance Armstrongs hold US Postal Service i 2002. Da han i sin første start i det prestigefyldte brostensløb Paris-Roubaix kom på tredjepladsen, blev det klart at man havde med et ekstraordinært cykeltalent at gøre. Men for US Postal måtte han som regel finde sig i at køre som hjælperytter for Armstrong og George Hincapie. Derfor valgte han at forlade holdet efter kun en sæson. En sådan afgørelse var meget ualmindelig for en så ung rytter, og han blev kritiseret for afgørelsen af Lance Armstrong og resten af holdet.
Boonen fik i stedet kontrakt med det belgiske hold Quick Step-Davitamon som satsede meget på Boonens specialiteter, endagsklassikerne og spurterne. I 2003 måtte han finde sig i at hjælpe sin mentor Johan Museeuw for det meste, men i 2004 blev han en af Quick Steps vigtigste ryttere. I foråret vandt han både E3 Prijs Vlaanderen og Gent-Wevelgem. I tillæg blev der sejre på to etaper i Tour de France, blandt andet den meget eftertragtede sidste etape på Champs-Élysées i Paris.

### 2005
I 2005 blev Boonen Quick Steps kaptajn og takkede med en af de stærkeste sæsoner en cykelrytter har præsteret nogensinde. Han startede sæsonen med en 2. plads i "Het Volk". Senere vandt han E3-prijs Harelbeke. I løbet af en uge i april stod Boonen for en sjælden stærk præstation. Først vandt han 3. april Flandern Rundt, hvor han overraskede alle med at stikke fra resten af udbrydergruppen nogle kilometer fra mål. Én uge senere - 10. april - triumferede han i Paris-Roubaix, hvor han blandt andet slog sin tidligere holdkammerat George Hincapie i spurten. Han fulgte op i Tour de France 2005 med at vinde anden etape og tredje etape. Efter at have båret den grønne pointtrøje på ti etaper måtte han imidlertid udgå af løbet efter at have skadet knæet i et styrt på den ellevte etape. Thor Hushovd, som lå på andenpladsen i pointkonkurrencen, overtog dermed den grønne trøje. Boonen kronede sæsonen med at blive verdensmester 25. september, da han vandt spurten overlegent. Han vandt totalt 17 enkeltsejre det år, i tillæg til at vinde Belgien Rundt sammenlagt.
Hans triumfer i 2005 sørgede for at give ham en række udmærkelser. Det franske cykelmagasin Vélo d'Or kårede Boonen til årets bedste cykelrytter foran Tour de France-vinderen Lance Armstrong. I tillæg blev han kåret til årets idrætsudøver i Belgien og årets sportspersonlighed i samme land.

### 2006
I 2006 fortsatte Boonen at køre godt på cykelsædet. Han forsvarede blandt andet sin titel i Flandern Rundt i april. Totalt blev der 19 sejre den sæson. Han klarede imidlertid ikke at vinde en eneste etape i Tour de France og fuldførte ikke løbet men kørte med den gule førertrøje i fire dage.

### 2007
Belgieren begyndte sæsonen i 2007 godt og vandt fire etaper i Tour of Qatar og sluttede som nummer to efter holdkammeraten Wilfried Cretskens. I marts 2007 vandt han Kuurne-Bruxelles-Kuurne og E3 Prijs Vlaanderen. Tom Boonens forårssæson 2007 blev dog ikke rigtig som han havde håbet på eftersom han fik maveproblemer og formen kunne have været bedre. Boonen vandt derfor ingen af forårsklassikerne men sluttede dog som nummer seks i Paris-Roubaix, mindre end en minut efter vinderen Stuart O'Grady. Han sluttede også på tredjepladen i Milano-Sanremo.
Ved Tour de France vandt han 6. og 12. etape og den grønne pointtrøje. Dette blev Belgiens første grønne pointtrøje siden Eddy Planckaert i 1988. Hverken Alessandro Petacchi eller Robbie McEwen var tæt på at tage sejren.

### 2008
Sæsonen 2008 begyndte på bedste tænkelige måde da han vandt Tour of Qatar sammenlagt, men blev også løbets bedste sprinter. Under løbet vandt han tre etaper og hans hold Quick Step-Innergetic vandt holdtidskørslen. Tom Boonen vandt nogle uger senere 2. etape af Tour of California.
Ved Flandern Rundt, som var hans første hovedmål for sæsonen, viste han god form men påtog sig en defensiv rolle da hans holdkammerat Stijn Devolder undslap og derefter vandt. En uge efter, sprintede han fra Fabian Cancellara og Alessandro Ballan 500 meter før mål og vandt Paris-Roubaix. I juni 2008 blev det kendt at Boonen havde afgivet en en positiv urinprøve som viste brug af kokain. Prøven blev taget 25. maj, tre dage før etapeløbet Belgien Rundt. Kokain er ikke betegnet som doping i cykelsport når det er brugt uden for konkurrence, og Boonen blev derfor ikke udelukket. Alligevel ønskede hverken arrangørerne af Schweiz Rundt eller Tour de France at han skulle deltage i deres løb. 
I stedet for Tour de France deltog han derfor i Østrig Rundt og fik en etapesejr. I august vandt han to etaper i ENECO Tour. Han vandt også sine første etaper i Vuelta a España da han tog etapesejren på den 3. og 16. etape.

## Privat
Tom Boonen er søn af Andre Boonen, som var en professionel cykelrytter mellem 1979 og 1984. Han er også fætter til Jasper Melis, som kørte på Quick Step-Innergetic i 2005. Tom Boonen har siden 2005 boet i Monaco.